# Catharina van Hongarije

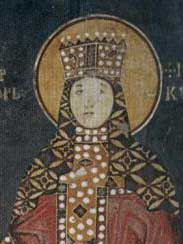
Catharina van Hongarije, koningin-gemalin van Hongarije.

Catharina van Hongarije (circa 1256 - na 1314) was een Hongaarse prinses uit de Árpáden-dynastie en van 1276 tot 1282 koningin-gemalin van Servië.

## Levensloop
Catharina was de tweede dochter van koning Stefanus V van Hongarije uit diens huwelijk met Elisabeth van Koemanië.
Onder het bewind van haar grootvader Béla IV en haar vader Stefanus V werd Hongarije aan zijn zuidelijke grens bedreigd door Servië. Om de dreiging die van hen uitkwam weg te nemen, wilde men via een dynastiek huwelijk Servië met Hongarije verbinden. Het resultaat was een huwelijk tussen Catharina en Stefan Dragutin (1252-1316), die in 1276 zijn vader Stefan Uroš I opvolgde als koning van Servië.
Stefan Dragutin werd in 1282 wegens zijn pro-Hongaarse politiek afgezet door de Servische adel. Vervolgens kreeg hij van zijn schoonbroer Ladislaus IV verschillende landerijen in Syrmië toegewezen, die bekend stonden onder de naam Koninkrijk Srem. De kinderen die hij en Catharina hadden waren tevens erfgenamen van de Hongaarse troon, omdat Ladislaus IV in 1290 kinderloos was gestorven. De troon werd echter overgenomen door zijn verre neef Andreas III. Zijn aanspraken werden door verschillende Europese monarchen in vraag gesteld, omdat ze de kinderen van Catharina en Stefan Dragotin als wettige erfgenamen beschouwden. Desondanks bleef Andreas III tot aan zijn dood in 1301 op de troon. Ook nadien konden Catharina's kinderen hun aanspraken op de Hongaarse troon niet doen gelden.
Catharina van Hongarije overleed vermoedelijk rond het jaar 1314.

## Nakomelingen
Catharina en haar echtgenoot Stefan Dragutin kregen drie kinderen:
- Elisabeth (1270-1331), huwde in 1284 met ban Stefan I van Bosnië
- Stefan Vladislav II (1280-1326), koning van Srem
- Urošica (1285-1316), monnik